# Meseret Yeshaneh
Meseret Yeshaneh (12 maggio 2005) è una mezzofondista e ostacolista etiope.

## Progressione

### 3000 metri piani
| Stagione | Misura     | Luogo    | Data      | Rank. Mond. |
| -------- | ---------- | -------- | --------- | ----------- |
| 2025     | 8'56"32(i) | Belgrado | 29-1-2025 |             |
| 2024     | 9'14"78    | Lucca    | 19-5-2024 |             |

| Stagione | Misura     | Luogo   | Data      | Rank. Mond. |
| -------- | ---------- | ------- | --------- | ----------- |
| 2025     |            |         |           |             |
| 2024     | 8'50"26(i) | Metz    | 3-2-2024  |             |
| 2022     | 9'16"09(i) | Uppsala | 13-2-2022 |             |

## Palmarès
| Anno                            | Manifestazione      | Sede     | Evento        | Risultato | Prestazione | Note  |
| ------------------------------- | ------------------- | -------- | ------------- | --------- | ----------- | ----- |
| In rappresentanza dell' Etiopia |                     |          |               |           |             |       |
| 2022                            | Mondiali U20        | Cali     | 3000 m siepi  | Bronzo    | 9'42"02     | [ 1 ] |
| 2023                            | Mondiali cross      | Bathurst | Corsa U20     | 7ª        | 21'27"      | [ 2 ] |
| 2023                            | Mondiali cross      | Bathurst | A squadre U20 | Oro       | 15 pt.      | [ 3 ] |
| 2024                            | Campionati africani | Douala   | 3000 m piani  | 4ª        | 9'40"65     | [ 4 ] |

## Campionati nazionali
2022
- 12ª ai campionati etiopi (Hawassa), 3000 metri siepi - 10'04"4

## Altre competizioni internazionali
2025
- Oro al Belgrade Indoor Meeting ( Belgrado), 3000 m piani - 8'56"32